# Kostel svatého Víta (Rudolfov)
Kostel svatého Víta (německy Hallenkirche St. Veit) je římskokatolický farní kostel v centru města Rudolfov v Jihočeském kraji při silnici č. II/634 spojující České Budějovice a Lišov. Kostel sv. Víta je nemovitou kulturní památkou a dominantou města Rudolfov i širokého okolí.

## Historie
V souvislosti s rozšířením těžby stříbra v oblasti nynějšího Rudolfova a příchodem horníků zejména z německé oblasti Krušných hor vyvstala i potřeba výstavby církevního stánku. V roce 1536 byla povolena stavba utrakvistické kaple a o 50 let později, v roce 1583 započala stavba evangelického (luterského) kostela. Stavba byla dokončena v roce 1586. Od roku 1636 je kostel katolický. V roce 1679 kostel vyhořel. Ve 2. polovině 18. století došlo k dalším úpravám, kdy v roce 1765 byl odstraněn trámový strop a kostel byl sklenut, dále pak v roce 1766 byl opraven i exteriér.

## Popis

### Exteriér
Renesanční kostel s tribunami je v jihočeském regionu unikátní uspořádáním svých lodí, jedná se o trojlodní halový kostel. Kostel je orientovaný ve směru východ – západ. Na východě má trojboce ukončený presbytář a na západě hranolovou věž se třemi zvony.

### Interiér
V presbytáři stojí hlavní oltář zasvěcený svatému Vítovi, jehož socha je umístěna na vrcholu oltáře. Oltář je barokní, z doby kolem roku 1700. K jeho důkladné opravě došlo v 19. století. Hlavní obraz znázorňuje sv. Jana Nepomuckého. Po obou stranách hlavního obrazu jsou umístěny sochy. Po pravé straně stojí socha svatého Jáchyma s malým děvčátkem představujícím malou Pannu Marii. Je to unikátní zobrazení Panny Marie, které se jinde v Čechách nenachází. Po levé straně je socha svatého Josefa s Ježíškem a atributem znázorňujícím tíhu celého světa. Nad těmito sochami jsou další, menší sochy. Vpravo stojí socha představující svatého Kryštofa s malým Ježíškem držícím atribut hříchů celého světa. Vlevo je socha svatého Jana Křtitele v kožešině s beránkem.
Součástí kněžiště je kříž s ukřižovaným Ježíšem Kristem hledícím na hlavní oltář.

#### Panna Maria Rudolfovská

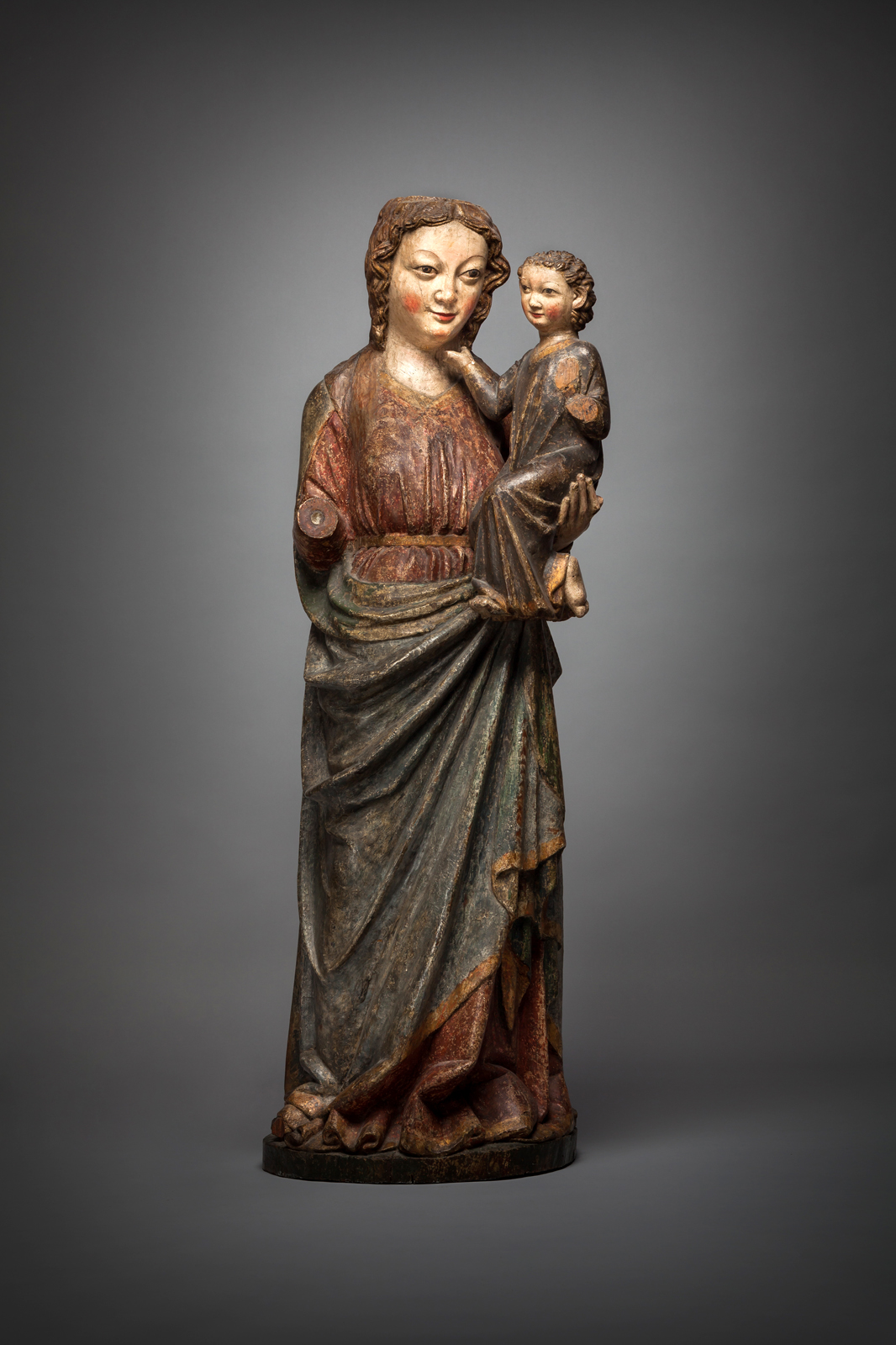
Rudolfovská Madona – originál uložený v Alšově jihočeské galerii

U bočního oltáře kostela stojí 141 cm vysoká věrná kopie vzácné dřevořezby Panny Marie Rudolfovské, kterou v roce 1698 Rudolfovským věnovali českobudějovičtí kapucíni. Originál sochy je od roku 1953 součástí sbírek Alšovy jihočeské galerie. Rudolfovská madona je výjimečnou prací, neboť patří v Čechách k nevelké skupině gotických dřevořezeb, vytvořených ještě ve 13. století.

#### Křížová cesta
Na stěnách kostela je čtrnáct obrazů z období raného baroka znázorňujících utrpení a smrt Ježíše Krista.

#### Křtitelnice
V roce 2014 byla vysvěcená nová křtitelnice, která je vytesána z chválenické žuly. Poklop křtitelnice je historický z roku 1689.

#### Kazatelna
Kazatelna je z období pozdního baroka.

#### Jižní kaple
V boční, jižní kapli kostela, je restaurovaný oltář s archandělem Michaelem.

#### Náhrobek
Do dlažby kostela byl osazen náhrobek rytíře Daniela Matyáše ze Sudetu s německým nápisem.

## Zvony
Od roku 2013 jsou ve věži rudolfovského kostela umístěny tři zvony – Svatý Vít, Svatý František Saleský a Svatá Barbora. Historické prameny dokládají, že před první světovou válkou bylo ve zvonici pět zvonů. V roce 1917 byly zvony zabaveny pro válečné účely. V roce 1925 byly zvony doplněny, ale v roce 1942 byly opět zrekvírovány. Po druhé světové válce se podařilo pořídit jen jeden zvon – Svatý Vít. Tento zvon byl pak ve zvonici sám dalších 71 let. V 80. letech 20. století byla založena peněžní sbírka na doplnění zvonů. To se podařilo realizovat v červnu 2013, kdy byly do věže kostela zavěšeny dva zvony, kterým předtím požehnal pomocný biskup Pavel Posád. Zvony pocházejí  ze zvonařské dílny Tomášková-Dytrychová. Jednalo se o zvony:
- Svatý František Saleský – byl odlit v roce 2008, má hmotnost 456 kg, průměr 94 cm, hlavní tón je A1. Zvon na sobě nese nápis „Sám ze sebe nemohu nic. S Bohem mohu všechno. Chci dělat vše jen z lásky k Bohu.“[7]
- Svatá Barbora – zvon byl odlit v roce 2011, jeho hmotnost je 348 kg, průměr 84 cm, hlavní tón je H1. Zvon má nápis „Sv. Barboro, přimlouvej se, prosíme, za  obyvatele tohoto města“.[7]

## Současnost
Kostel je v dobrém stavebním stavu. Po roce 2000 byla opravena fasáda a položena střecha. Dále pak v letech 2011–2015 proběhla v dvou etapách celková rekonstrukce interiéru. V první etapě došlo k celkové opravě elektroinstalace, sanaci zdiva a omítek interiéru a k rekonstrukci podlah a krovu střechy. Ve druhé etapě byl vymalován celý interiér kostela, instalováno vnitřní osvětlení a zasazena nová ručně kovaná vstupní mříž. Rekonstrukci kostela provedli místní dobrovolníci. Byla poskytnuta dotace z Programu rozvoje venkova ČR, z osy IV, Leader.
V kostele se konají pravidelné bohoslužby a rovněž se zde konají nejrůznější kulturní a společenské akce.
Kostel je snadno dostupný městskou hromadnou dopravou z Českých Budějovic.